# Förstå mig rätt
Förstå mig rätt (engelska Teach back) är en kommunikationsmetod som säkrar patientmedverkan genom att patienten återberättar vad som hen uppfattat som viktigt av det som sagts vad gäller genomförd behandling och framtida behandling. Metoden säkrar att patienten förstår händelseförloppet och ökar patientsäkerheten.
Det kan vara ett betydande gap i uppfattningen om informationsbehovet hos en patient, eller hur effektiv vårdgivarens kommunikationen är. Detta kan bero på patientens förmåga att förstå  medicinsk terminologi, att personen inte är bekväm att ställa frågor eller kognitiv nedsättning. Teach back metoden hjälper vårdgivaren förstå patientens behov och förmåga att förstå sin vård, den utvärderar också vårdgivarens kommunikationsförmåga.